# Шаде, Михаэль
Михаэль Шаде (нем. Michael Schade) — современный канадский оперный певец (тенор), уроженец Швейцарии. Обладатель титула Kammersänger, лауреат премий «Грэмми» и «Джуно».

## Биография
Михаэль Шаде родился в Женеве в семье музыкантов. Ещё в детстве он переехал с родителями в Канаду, где они стали членами Торонтского Мендельсоновского хора. Сам Михаэль с детства учился музыке и в 1988 году окончил Университет Западной Онтарио, получив степень бакалавра музыки. После этого он продолжил обучение в Кёртисовском институте музыки (Филадельфия), где его преподавательницей была Марлена Малас. В 1990 году он посещал специальную программу для молодых оперных певцов при опере Сан-Франциско.
Оперный дебют Шаде состоялся уже в 1988 году, когда в составе оперной труппы Виктории (Британская Колумбия) он исполнил партию Жакино в «Фиделио». В 1990 году, выиграв конкурс, он получил право выступить в Карнеги-холле с «Мессией» Генделя. В 1991 году он дебютирует в Европе с партией Тамино в «Волшебной флейте», а в 1993 году состоялось его первое выступление в «Метрополитен-опера», снова в роли Жакино.
Со временем репертуар Шаде превысил 40 партий в операх барочного и романтического периодов, а также в современных произведениях. Среди его ролей заглавные партии в «Альберте Херринге» Бриттена и «Царе Эдипе» Стравинского, Эрнесто в «Доне Паскуале», Ринальдо в «Армиде» Гайдна, Фентон в «Фальстафе», Альфред в «Летучей мыши», Давид в «Нюрнбергских мейстерзингерах». Но основную славу ему принесло исполнение партий в моцартовских операх: Тамино, Оттавио в «Доне Жуане» и заглавной партии в «Милосердии Тита». В 2005 году обозреватель Chicago Tribune назвал его ведущим моцартовским тенором современности.
Шаде выступает в ведущих оперных театрах и концертных площадках мира: Венской государственной опере и Musikverein в Австрии, Уигмор-холле в Лондоне, Линкольн-центре в Нью-Йорке. В Канаде он выступал в Рой-Томсон-Холле (Торонто), а также в Ванкувере, Виктории, Оттаве, Монреале и Квебеке. Ежегодно начиная с 1994 года он участвует в Зальцбургском фестивале.

## Избранная дискография
- Verdi Otello. Orchestre et Choeurs de l’Opéra Bastille, Myung-Whun Chung, cond. 1994
- Mozart Die Zauberflöte. The English Baroque Soloists, John Eliot Gardiner, cond. 1995
- La Soirée Française: French Opera Arias and Duets. Russell Braun, baritone, The Canadian Opera Company Orchestra, Richard Bradshaw, cond. 1997
- Bach St. Matthew Passion. Nikolaus Harnoncourt, cond. 2001
- Mahler Das Lied von der Erde. The Vienna Philharmonic, Pierre Boulez cond. 2001
- Of Ladies and Love. Malcolm Martineau, piano. 2002
- Schubert Die Schöne Müllerin. Malcolm Martineau, piano. 2005
- Mozart Arie e Duetti. Russell Braun, baritone, Isabel Bayrakdarian, soprano. 2006

## Признание
Михаэль Шаде дважды, в 1998 и 2007 годах, удостаивался канадской музыкальной премии «Джуно» за лучший классический альбом года. В 1998 году его альбом La Soirée Francaise получил французскую премию имени Форе за лучшую запись оперных арий, а в 2002 году Шаде стал лауреатом премии «Грэмми» в составе коллектива, исполнявшего «Страсти по Матфею». В 2007 году Шаде и Адрианна Печонка стали первыми канадскими исполнителями, получившими от австрийского правительства почётный титул Kammersänger.
В 2011 году Михаэль Шаде избран членом совета директоров Европейской академии музыкального театра. В 2013 году удостоен почётного звания доктора права от Макмастерского университета. В 2016 году произведён в офицеры ордена Канады.